# Kukavice
Kukavice är ett samhälle i Bosnien och Hercegovina.   Det ligger i entiteten Republika Srpska, i den sydöstra delen av landet, 50 km öster om huvudstaden Sarajevo. Kukavice ligger 498 meter över havet och antalet invånare är 141.
Terrängen runt Kukavice är huvudsakligen kuperad. Kukavice ligger nere i en dal.Närmaste större samhälle är Goražde, 10,7 km söder om Kukavice. 
I omgivningarna runt Kukavice växer i huvudsak lövfällande lövskog. Runt Kukavice är det ganska tätbefolkat, med 67 invånare per kvadratkilometer.